# Kyle Rowley
Kyle Christian Rowley (nacido el 21 de enero de 1990 en Arima, Trinidad y Tobago), es un baloncestista trinitense que mide 2.12 m y juega en la posición de pívot en las filas del CB Almansa.

## Carrera deportiva
Rowley es un pívot de 2.12 metros de altura, un cinco puro, muy corpulento pero con buenos movimientos de espaldas en la pintura, en la pista destaca por su capacidad para el rebote en los dos aros y cuenta con amplía experiencia en categorías FEB.
Rowley completó su formación académica en Estados Unidos y jugó la División I de la NCAA con Northwestern Wildcats y Saint Mary's College de California, graduándose en 2012/13 con medias de 2 puntos y 1.8 rebotes. 
Inicia su trayectoria profesional en la temporada 2013/14 con Zornotza, disputando la LEB Plata, registrando promedios de 9 puntos y 9 rebotes por encuentro. 
La temporada siguiente jugó en LEB Oro con el Básquet Coruña, acabando la temporada en las filas del Bilbao Basket en la liga ACB para reforzar los entrenamientos.
En la temporada 2015/16 permanece en la LEB Oro en las filas del Club Ourense Baloncesto. 
Inicia la pretemporada 2016/17 con el Bilbao Basket y posteriormente se incorpora al Baskonia, si bien no llega a iniciar la temporada. Firma finalmente por el Sáenz Oreca Araberri de LEB Oro, pero debido a problemas físicos y diferencias con la directiva deja el equipo en febrero de 2017 para incorporarse al Baloncesto Coruña, donde termina la campaña.
En 2017/18 firma con el Amics Castelló, también de LEB Oro, completando la temporada y logrando unos promedios de 10.4 puntos y 7.6 rebotes.
En agosto de 2018 llega como temporero a las filas del CB Breogán para reforzar al club lucense durante la pretemporada en el regreso a la Liga ACB. Finalizada la pretemporada, se anuncia su fichaje por el Urunday uruguayo donde juega hasta diciembre, para seguidamente fichar por el Wetterbygden Stars Huskvarna de la liga sueca. Completa allí la temporada con medias de 12.5 puntos y 6.7 rebotes.
En el verano de 2019, el pívot trinitense firma con el CB Almansa, un recién ascendido a la catergoría LEB Oro para aportar su contrastada experiencia en la categoría.

## Trayectoria
- 2013-14. Zornotza. Adecco Plata.
- 2014-15. Leyma Coruña. Liga LEB
- 2015. Bilbao Basket. Liga ACB
- 2015-16. CB Orense. Liga LEB
- 2016. Bilbao Basket. Liga ACB
- 2016-17. Araberri Basket Club. Liga LEB
- 2017. Leyma Coruña. Liga LEB
- 2017-18. TAU Castelló. Liga LEB
- 2018. Urunday. Liga uruguaya.
- 2019 Wetterbygden Stars. Svenska Basketligan
- 2019-. CB Almansa. Liga LEB